# Il magnate
Il magnate è un film del 1973, diretto da Giovanni Grimaldi.

## Trama
Furio Cicerone, un grosso imprenditore siciliano venuto dalla gavetta, si vede ostacolare un finanziamento da una banca per colpa di un accertamento indispensabile. La grossa somma da lui richiesta è disponibile solo dopo cinque giorni dall'accertamento, mentre lui ne ha bisogno subito per evitare che gli possa essere annullato un contratto di lavoro; quindi si rivolge ad un ricco conoscente, Gianni, che però gli pone delle condizioni per aiutarlo.
Il prestito viene concesso ma le condizioni imposte da Gianni sono quelle di poter corteggiare Clara, la moglie di Furio ed eventualmente consumare un rapporto sessuale con lei se il denaro non verrà restituito in tempo. Furio, avendo le mani legate, accetta a malincuore, ma è sicuro di restituire il prestito a Gianni perché ha la parola di un direttore di banca che il denaro sarà nelle sue mani giusto in tempo. Clara, volendo dare una lezione ad entrambi, decide di stare al gioco dei due uomini e recita la parte della svampita e della donna fedele allo stesso tempo. Gianni, con una mossa subdola, riesce a manipolare il direttore della banca e alla fine Furio non ottiene in tempo il denaro da restituirgli. Sua moglie quindi dovrà passare la notte con Gianni. Clara, vedendo Furio supplicare Gianni e sentendo che pur di fagli cambiare idea vuole rinunciare ai suoi affari, capisce che suo marito è disposto a ridursi sul lastrico, piuttosto che lasciare che sua moglie si conceda all'altro.
Sarà Clara stessa a sistemare le cose e a restituire in tempo la somma a Gianni, avendo venduto una sua proprietà. Furio la abbraccia dichiarando tutto il suo amore ma
Clara una lezione vuol darla ugualmente al marito, infatti gli comunica di volerlo lasciare da solo per un periodo di tempo perché vuole che rifletta sul fatto che l'amore e gli affetti non sono merce da baratto o compra-vendita.
Furio, furente, si mette alla guida della sua autovettura e tampona più volte l'automobile di Gianni prima di andare via.